# 워싱턴 합의
워싱턴 합의(Washington consensus)는 미국과 국제금융자본이 미국식 시장경제체제를 개발도상국 발전모델로 삼도록 하자고 한 합의를 말한다.

## 워싱턴 합의의 유래
냉전시대 붕괴 이후 미 행정부와 국제통화기금, 세계은행 등 워싱턴의 정책 결정자들 사이에서는 '위기에 처한 국가' 또는 '체제 이행 중인 국가'에 대해 미국식 시장경제를 이식시키자는 모종의 합의가 이뤄졌다. 미국의 정치 경제학자 존 윌리엄슨은 1989년 자신의 글에서 이를 'Washington consensus'라고 불렀다.

## 워싱턴 합의의 내용
- 사유재산권 보호
- 정부규제 축소
- 국가 기간산업 민영화
- 외국자본에 대한 제한 철폐
- 무역 자유화와 시장 개방
- 경쟁력 있는 환율제도의 채용
- 자본시장 자유화
- 관세 인하와 과세 영역 확대
- 정부예산 삭감
- 경제 효율화

## 같이 보기
- 미국 제국주의
- 브레턴우즈 체제
- 민주자본주의
- 경제성장
- 국내총생산
- 초인플레이션
- 이매뉴얼 월러스틴
- 거시경제학
- 북미자유무역협정
- 빈곤감소전략